# 小叶柳
小叶柳（学名：Salix hypoleuca）为杨柳科柳属的植物，为中国的特有植物。分布于中国的湖北、山西、四川、陕西、甘肃等地，生长于海拔1,400米至2,700米的地区，多生长于山坡林缘以及山沟，目前尚未由人工引种栽培，又名「宽叶翻白柳」。

## 异名
- Salix hypoleuca Seemen f. trichorachis C. F. Fang
- Salix hypoleuca Seemen var. platyphilla Schneid.

## 扩展阅读
- 維基物種上的相關：小叶柳
- 维基共享资源上的相關多媒體資源：小叶柳